# Bjorbekk
Bjorbekk is een plaats in de fylke Agder in het zuiden van Noorwegen. De plaats ligt direct ten oosten van de E18, direct ten zuiden van Arendal. Tot 1992 was in Bjorbekk het gemeentehuis van de voormalige gemeente Øyestad. Sinds de samenvoeging met Arendal wordt dat gebruikt als kultuurhuis. Het dorp heeft een houten kerk uit 1884.